# 타바타 유키
타바타 유키(일본어: 田畠 裕基 다바타 유키[*], 1984년 7월 30일~)는 일본의 만화가이다. 혈액형은 A형이다. 후쿠오카현 코가시 출신. 기혼. 대표작은 블랙 클로버.

## 경력
- 제61회(2001년 8월기) 천하제일 만화상 (심사원: 코노미 타케시)에서, 「묘지기 HAKAMORI」로 심사위원 특별상 수상.
- 제67회(2004년 상반기) 테즈카상에서, 「XXWITH NO NAME」로 가작 수상.
- 「아카마루 점프」2005 WINTER에 게재된 「가랭스」로 데뷔.
- 「주간 소년 점프」 2011년 37호에 제7회 점프 골드퓨처 참가작으로 HUNGRY JOKER를 게재해 우승을 차지한다.
- 「주간 소년 점프」2012년 50호부터 2013년 24호까지 첫 연재 「HUNGRY JOKER」를 연재.
- 「주간 소년 점프」2015년 12호부터 「블랙 클로버」를 연재.

## 인물
- 어린 시절에는 실내에서는 그림을 그리고 야외에서는 벌레잡이 그물을 가지고 있었다.[1]
- 좋아하는 교과는 국어, 체육, 미술이고 싫어하는 교과는 수학, 영어이다.[1]
- 취미는 농구와 노래방이었는데 지금은 못하고 있다.[2]。
- 좋아하는 영화는 천공의 성 라퓨타다.[2]
- 좋아하는 점프만화는 『드래곤볼』, 『유☆유☆백서』, 『[[슬램 덩크 (만화)|SLAM DUNK]』, 『[[원피스 (만화)|ONE PIECE]』[1]。
- 만화가가 되려고 했던 계기는 친구가 어린이집에 가지고 온 '드래곤볼'이 권두컬러의 점프를 읽었기 때문이다.[1]

## 작품 목록
- 가랭스 - 데뷔작, 단편
- HUNGRY JOKER
  - 단편판 - 독절센터칼라 47P, 제7회 골드퓨처 참가.우승 작품
  - 연재판 - 『주간 소년 점프』 2012년 50호 - 2013년 24호
- 블랙 클로버
  - 단편판 - 단편 센터 컬러 49P, 점프 NEXT!! 2014 vol.2 게재
  - 연재판 - '주간 소년 점프' 2015년 12호 -

## 스승
- 이와시로 토시아키 (岩代俊明)

## 우인
- 타무라 류헤이 (田村隆平) - 어시스턴트처의 선배.
- 부다 유토 (附田祐斗)

## 어시스턴트
- 사토쇼 마요시 (里庄真芳)